# Propostas de criação da quinta divisão do futebol brasileiro
A criação de uma quinta divisão nacional do futebol brasileiro tem sido debatida por dirigentes, clubes e especialistas como forma de ampliar o calendário das equipes de menor expressão, reduzir a quantidade de clubes na Série D e profissionalizar ainda mais o sistema de ligas do país. A ideia ainda está em estágio de discussão e não possui nome oficial, mas pode ser implementada já em 2027, segundo representantes dos clubes e membros da CBF.

## Justificativas e objetivos
A proposta visa resolver a falta de calendário para centenas de clubes brasileiros, especialmente os que participam apenas dos campeonatos estaduais e ficam inativos durante a maior parte do ano. O Brasil possui mais de 700 clubes filiados à CBF, mas apenas 132 participam de competições nacionais masculinas (Séries A, B, C e D).
Entre os principais objetivos da criação da nova divisão estão:
- Reduzir o número de participantes da Série D, permitindo formato mais equilibrado;
- Criar um nível adicional com acesso nacional para clubes em ascensão;
- Garantir calendário anual para mais equipes;
- Ampliar a profissionalização de clubes e atletas em regiões menos representadas.

## Proposta de formato
Embora não haja uma proposta oficial fechada, um modelo frequentemente citado inclui:
- Redução da Série D de 64 para 32 ou 40 clubes;
- Criação de uma nova divisão com 64 clubes divididos em grupos regionais;
- Fases regionais seguidas por mata-mata, semelhante ao formato atual da Série D.

Essa estrutura teria como base critérios de classificação nos estaduais e no Ranking Nacional de Clubes da CBF.

## Apoio institucional
O dirigente Rogério Siqueira, presidente do  ASA de Arapiraca, é um dos principais articuladores da proposta, representando os clubes da Série D em discussões com a CBF. Ele defende a reformulação para garantir maior sustentabilidade aos clubes pequenos e defende que o modelo entre em vigor já em 2027.
A nova gestão da CBF, sob presidência de  Samir Xaud, tem sinalizado abertura para debater mudanças estruturais, inclusive a revisão dos campeonatos estaduais para acomodar mais datas no calendário.

## Desafios
A proposta enfrenta algumas críticas e desafios operacionais:
- Necessidade de regionalização para reduzir os custos logísticos;
- Baixo orçamento dos clubes de base;
- Possível resistência de federações estaduais à diminuição de importância dos campeonatos regionais;
- Necessidade de definição de cotas de TV e financiamento para viabilizar a competição.

## Recepção e sugestões alternativas
A comunidade esportiva nas redes sociais e fóruns especializados tem debatido a proposta com entusiasmo e sugestões. Em plataformas como o Reddit, surgiram modelos com até seis divisões nacionais, incluindo sistemas com 128 ou 256 clubes organizados por microrregiões.
Outros especialistas, como o jornalista Cassio Zirpoli, já haviam defendido a criação de uma quinta divisão regionalizada desde 2014, para dar visibilidade a jogadores e técnicos fora do eixo principal do futebol nacional.